# (500069) 2011 UC406
(500069) 2011 UC406 es un asteroide perteneciente al cinturón de asteroides, descubierto el 25 de septiembre de 2011 por el equipo del Pan-STARRS desde el Observatorio de Haleakala, Hawái, Estados Unidos.

## Designación y nombre
Designado provisionalmente como 2011 UC406.

## Características orbitales
2011 UC406 está situado a una distancia media del Sol de 3,188 ua, pudiendo alejarse hasta 3,826 ua y acercarse hasta 2,550 ua. Su excentricidad es 0,200 y la inclinación orbital 6,484 grados. Emplea 2079,69 días en completar una órbita alrededor del Sol.
Los próximos acercamientos a la órbita de Júpiter se producirán el 22 de mayo de 2067, el 22 de julio de 2078 y el 14 de octubre de 2089, entre otros.

## Características físicas
La magnitud absoluta de 2011 UC406 es 16,7.